# Liste des monuments historiques des Pyrénées-Atlantiques (A-L)

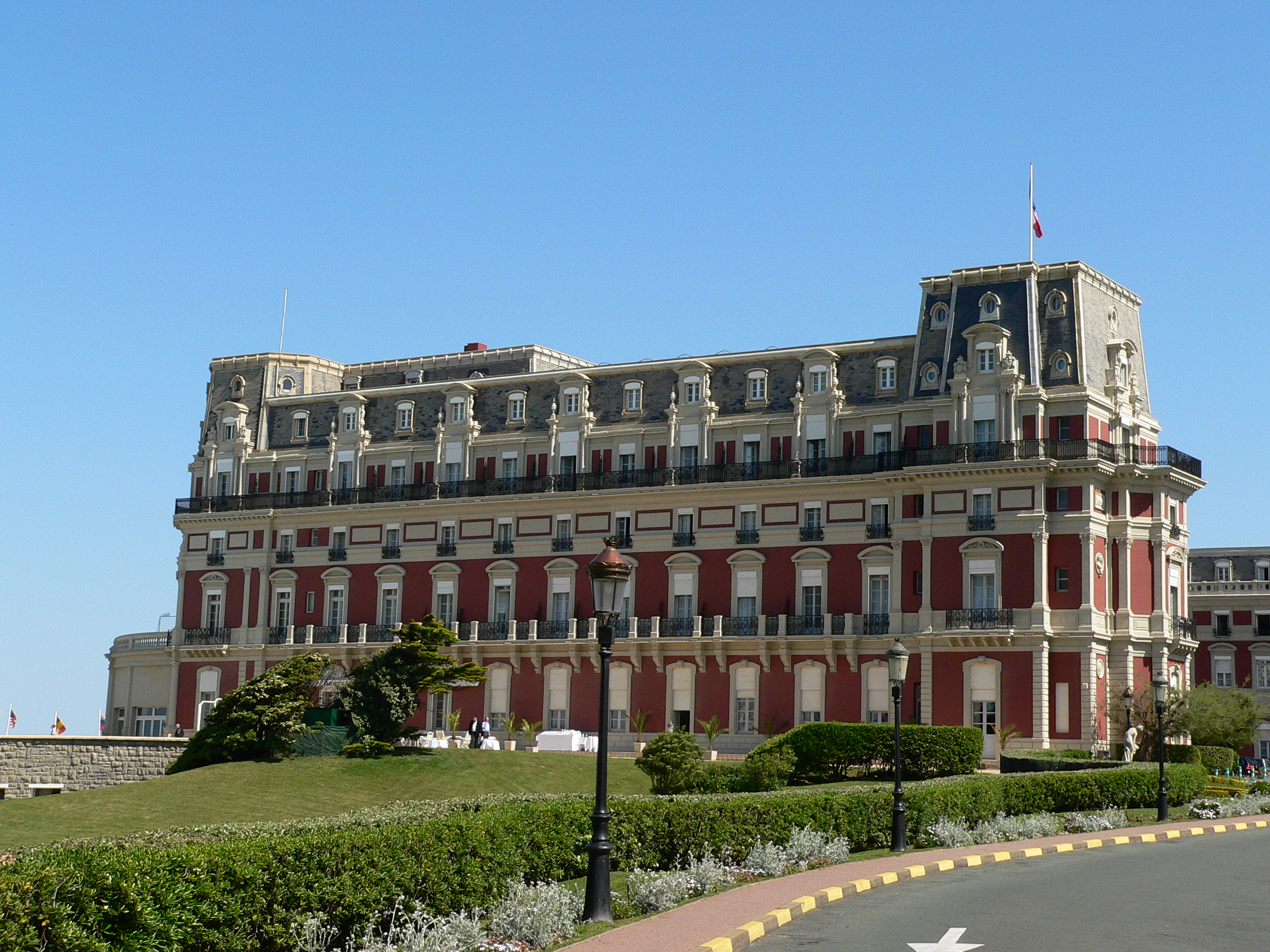
L'hôtel du Palais à Biarritz.

Cet article recense une partie des monuments historiques des Pyrénées-Atlantiques, en France.

Pour des raisons de taille, la liste des monuments historiques du département est découpée en deux. Cette partie regroupe les communes débutant de A à L. Pour les autres, voir la liste des monuments historiques des Pyrénées-Atlantiques (M-Z).
- Haut – A
- B
- C
- D
- E
- F
- G
- H
- I
- J
- K
- L
- M
- N
- O
- P
- Q
- R
- S
- T
- U
- V
- W
- X
- Y
- Z

## Liste
La liste suivante les recense, classés par ordre alphabétique des communes, c'est-à-dire sans tenir compte de l'éventuel article « Le, La, Les ou L' ».
Bayonne ayant au moins 20 monuments historiques fait l'objet d'une liste séparée : liste des monuments historiques de Bayonne.
| Monument | Commune                     | Adresse                                                | Coordonnées                                     | Notice                                          | Protection                                      | Date                                            | Illustration |
| --- | --------------------------- | ------------------------------------------------------ | ----------------------------------------------- | ----------------------------------------------- | ----------------------------------------------- | ----------------------------------------------- | --- |
| Chapelle Saint-Saturnin de Jouers                                                                                               | Accous                      |                                                        | 42° 59′ 08″ nord, 0° 35′ 47″ ouest              | « PA00084301 »                                  | Inscrit                                         | 1986                                            | Chapelle Saint-Saturnin de Jouers                                                                                              |
| Benoîterie de Bascassan jardin potager                                                                                          | Ahaxe-Alciette-Bascassan    |                                                        | 43° 08′ 34″ nord, 1° 10′ 39″ ouest              | « PA00084549 »                                  | Classé                                          | 1997                                            | Benoîterie de Bascassanjardin potager                                                                                          |
| Croix de cimetière d'Ahaxe | Ahaxe-Alciette-Bascassan    |                                                        | 43° 09′ 01″ nord, 1° 09′ 51″ ouest              | « PA00084302 »                                  | Inscrit                                         | 1987                                            | Croix de cimetière d'Ahaxe |
| Église Saint-André de Bascassan décor intérieur, cimetière                                                                      | Ahaxe-Alciette-Bascassan    | Bascassan                                              | 43° 08′ 34″ nord, 1° 10′ 38″ ouest              | « PA00084303 »                                  | Classé                                          | 1997                                            | Église Saint-André de Bascassandécor intérieur, cimetière                                                                      |
| Église Saint-Sauveur d'Alciette décor intérieur                                                                                 | Ahaxe-Alciette-Bascassan    | Alciette                                               | 43° 08′ 53″ nord, 1° 09′ 18″ ouest              | « PA00084304 »                                  | Inscrit                                         | 1987                                            | Église Saint-Sauveur d'Alciettedécor intérieur                                                                                 |
| Église Saint-Martin d'Ahetze | Ahetze                      |                                                        | 43° 24′ 21″ nord, 1° 34′ 17″ ouest              | « PA00084305 »                                  | Inscrit                                         | 1973                                            | Église Saint-Martin d'Ahetze                                                                                                   |
| Château de Camou motte, fossé, basse cour                                                                                       | Aïcirits-Camou-Suhast       |                                                        | 43° 21′ 54″ nord, 1° 01′ 09″ ouest              | « PA00125253 »                                  | Inscrit                                         | 1993                                            | Château de Camoumotte, fossé, basse cour                                                                                       |
| Croix de carrefour d'Aincille                                                                                                   | Aincille                    | V.C. 2 de Maldarro V.C. 5 d'Oxharre                    | 43° 08′ 36″ nord, 1° 11′ 46″ ouest              | « PA00084306 »                                  | Inscrit                                         | 1986                                            | Image manquante Téléverser |
| Croix de cimetière d'Aincille                                                                                                   | Aincille                    |                                                        | 43° 08′ 42″ nord, 1° 11′ 41″ ouest              | « PA00084307 »                                  | Inscrit                                         | 1986                                            | Croix de cimetière d'Aincille                                                                                                  |
| Église Notre-Dame-de-l'Assomption d'Ainhoa décor intérieur                                                                      | Ainhoa                      |                                                        | 43° 18′ 25″ nord, 1° 29′ 57″ ouest              | « PA00132934 »                                  | Classé                                          | 1996                                            | Église Notre-Dame-de-l'Assomption d'Ainhoadécor intérieur                                                                      |
| Tumuli d'Ibarletta | Alçay-Alçabéhéty-Sunharette | Quartier Esquirassy Vallon d'Ibarnaba                  | 43° 05′ 33″ nord, 0° 58′ 36″ ouest              | « PA00084308 »                                  | Inscrit                                         | 1960                                            | Image manquante Téléverser |
| Tumuli d'Ibarnaba | Alçay-Alçabéhéty-Sunharette | Quartier Esquirassy Vallon d'Ibarnaba                  | 43° 05′ 38″ nord, 0° 58′ 29″ ouest              | « PA00084309 »                                  | Inscrit                                         | 1960                                            | Image manquante Téléverser |
| Église Notre-Dame de l'Assomption d'Aldudes                                                                                     | Aldudes                     |                                                        | 43° 05′ 56″ nord, 1° 25′ 41″ ouest              | « PA64000083 »                                  | Inscrit                                         | 2014                                            | Église Notre-Dame de l'Assomption d'Aldudes                                                                                    |
| Église, benoîterie et cimetière de Succos pelote basque, clôture, fronton, mur                                                  | Amorots-Succos              |                                                        | 43° 22′ 40″ nord, 1° 06′ 22″ ouest              | « PA00084550 »                                  | Inscrit                                         | 1991                                            | Église, benoîterie et cimetière de Succospelote basque, clôture, fronton, mur                                                  |
| Château d'Angaïs écurie, parc, décor intérieur                                                                                  | Angaïs                      |                                                        | 43° 14′ 15″ nord, 0° 14′ 47″ ouest              | « PA64000036 »                                  | Inscrit                                         | 2000                                            | Image manquante Téléverser |
| Cloître des Dominicains cloître, mur                                                                                            | Anglet → Collioure          | parc Pams                                              | 42° 31′ 26″ nord, 3° 05′ 17″ est                | « PA00084310 »                                  | Classé                                          | 1928                                            | Cloître des Dominicainscloître, mur                                                                                            |
| Église Sainte-Marie d'Anglet | Anglet                      | Avenue de la Chambre d'Amour                           | 43° 29′ 41″ nord, 1° 32′ 07″ ouest              | « PA64000084 »                                  | Inscrit                                         | 2014                                            | Église Sainte-Marie d'Anglet                                                                                                   |
| Église de l'Assomption-de-la-Bienheureuse-Sainte-Marie d'Arancou                                                                | Arancou                     |                                                        | 43° 26′ 31″ nord, 1° 03′ 02″ ouest              | « PA00084311 »                                  | Inscrit                                         | 1925                                            | Image manquante Téléverser |
| Grotte de Bourrouilla | Arancou                     |                                                        | 43° 26′ 26″ nord, 1° 03′ 16″ ouest              | « PA64000104 »                                  | Inscrit                                         | 2015                                            | Image manquante Téléverser |
| Benoîterie d'Arbonne logement                                                                                                   | Arbonne                     |                                                        | 43° 25′ 56″ nord, 1° 33′ 04″ ouest              | « PA00084551 »                                  | Inscrit                                         | 1991                                            | Benoîterie d'Arbonnelogement                                                                                                   |
| Église Saint-Laurent d'Arbonne charpente, stèle                                                                                 | Arbonne                     |                                                        | 43° 25′ 57″ nord, 1° 33′ 05″ ouest              | « PA00084554 »                                  | Inscrit                                         | 1991                                            | Église Saint-Laurent d'Arbonnecharpente, stèle                                                                                 |
| Château d'Arcangues élévation, décor intérieur, décor extérieur, toiture                                                        | Arcangues                   |                                                        | 43° 26′ 10″ nord, 1° 31′ 01″ ouest              | « PA00084312 »                                  | Inscrit                                         | 1980                                            | Château d'Arcanguesélévation, décor intérieur, décor extérieur, toiture                                                        |
| Église Saint-Jean-Baptiste d'Arcangues clocher                                                                                  | Arcangues                   |                                                        | 43° 26′ 11″ nord, 1° 31′ 18″ ouest              | « PA00084313 »                                  | Inscrit                                         | 1925                                            | Église Saint-Jean-Baptiste d'Arcanguesclocher                                                                                  |
| Villa Berriotz | Arcangues                   | Berriotz                                               | 43° 26′ 08″ nord, 1° 28′ 58″ ouest              | « PA64000001 »                                  | Inscrit                                         | 2013                                            | Image manquante Téléverser |
| Château d'Aren façades et toitures, salle du 1er étage                                                                          | Aren                        |                                                        | 43° 15′ 39″ nord, 0° 41′ 20″ ouest              | « PA00084314 »                                  | Inscrit Classé                                  | 1984                                            | Château d'Arenfaçades et toitures, salle du 1er étage                                                                          |
| Abbaye laïque d'Arette parc, cheminée, élévation, toiture                                                                       | Arette                      |                                                        | 43° 05′ 41″ nord, 0° 43′ 02″ ouest              | « PA00084315 »                                  | Inscrit                                         | 1968                                            | Image manquante Téléverser |
| Camp protohistorique de Castellu Çahara                                                                                         | Arhansus                    | Gaztelu Zaharra                                        | 43° 14′ 45″ nord, 1° 01′ 12″ ouest              | « PA00084316 »                                  | Inscrit                                         | 1980                                            | Image manquante Téléverser |
| Château d'Arricau pigeonnier, cheminée, élévation                                                                               | Arricau-Bordes              |                                                        | 43° 29′ 54″ nord, 0° 09′ 06″ ouest              | « PA00084317 »                                  | Inscrit                                         | 1988                                            | Image manquante Téléverser |
| Château d'Arros | Arros-de-Nay                | 15 rue des Pyrénées                                    | 43° 11′ 56″ nord, 0° 17′ 26″ ouest              | « PA00084318 »                                  | Inscrit                                         | 2012                                            | Image manquante Téléverser |
| La Castanhère | Artix                       |                                                        | 43° 24′ 19″ nord, 0° 35′ 24″ ouest              | « PA64000114 »                                  | Inscrit                                         | 2019                                            | Image manquante Téléverser |
| Commanderie de Caubin chapelle                                                                                                  | Arthez-de-Béarn             |                                                        | 43° 27′ 20″ nord, 0° 35′ 57″ ouest              | « PA00084319 »                                  | Classé                                          | 1913                                            | Commanderie de Caubinchapelle                                                                                                  |
| Hôtel de Poutz élévation, toiture                                                                                               | Arudy                       |                                                        | 43° 06′ 20″ nord, 0° 25′ 38″ ouest              | « PA00084320 »                                  | Inscrit Inscrit                                 | 1970 2015                                       | Hôtel de Poutzélévation, toiture                                                                                               |
| Cromlechs d'Ascain | Ascain                      | Aïra-Harri                                             | 43° 19′ 00″ nord, 1° 37′ 26″ ouest              | « PA00084321 »                                  | Classé                                          | 1956                                            | Image manquante Téléverser |
| Église Notre-Dame-de-l'Assomption d'Ascain tribune                                                                              | Ascain                      |                                                        | 43° 20′ 41″ nord, 1° 37′ 14″ ouest              | « PA00084322 »                                  | Inscrit                                         | 1988                                            | Église Notre-Dame-de-l'Assomption d'Ascaintribune                                                                              |
| Maison de Ferdinand Pinney Earle                                                                                                | Ascain                      | Muga                                                   | 43° 21′ 03″ nord, 1° 37′ 19″ ouest              | « PA64000037 »                                  | Inscrit                                         | 2000                                            | Maison de Ferdinand Pinney Earle                                                                                               |
| Pont romain | Ascain                      |                                                        | 43° 21′ 01″ nord, 1° 37′ 19″ ouest              | « PA00084323 »                                  | Inscrit                                         | 1925                                            | Pont romain |
| Redoute de Biscarzoun | Ascain                      |                                                        | 43° 20′ 54″ nord, 1° 36′ 31″ ouest              | « PA00084570 »                                  | Inscrit                                         | 1992                                            | Redoute de Biscarzoun |
| Redoute d'Esnaur | Ascain                      |                                                        | 43° 20′ 19″ nord, 1° 36′ 37″ ouest              | « PA00084563 »                                  | Inscrit                                         | 1992                                            | Redoute d'Esnaur |
| Château d'Assat façades et toitures, plafond peint de la grande salle du premier étage                                          | Assat                       |                                                        | 43° 15′ 00″ nord, 0° 18′ 04″ ouest              | « PA00084324 »                                  | Inscrit Classé                                  | 1959                                            | Château d'Assatfaçades et toitures, plafond peint de la grande salle du premier étage                                          |
| Serre métallique d'Asson | Asson                       | Lalanne                                                | 43° 07′ 42″ nord, 0° 16′ 06″ ouest              | « PA64000039 »                                  | Inscrit                                         | 2001                                            | Image manquante Téléverser |
| Château de Béon | Aste-Béon                   |                                                        | 43° 02′ 04″ nord, 0° 25′ 06″ ouest              | « PA64000053 »                                  | Inscrit                                         | 2005                                            | Château de Béon |
| Château d'Audaux douves, galerie, escalier, charpente, salle, élévation, toiture, décor intérieur                               | Audaux                      |                                                        | 43° 21′ 27″ nord, 0° 47′ 37″ ouest              | « PA00084325 »                                  | Inscrit Inscrit                                 | 1947 2015                                       | Château d'Audauxdouves, galerie, escalier, charpente, salle, élévation, toiture, décor intérieur                               |
| Église Saint-Pierre d'Aurions portail, élévation, toiture                                                                       | Aurions-Idernes             |                                                        | 43° 32′ 11″ nord, 0° 08′ 19″ ouest              | « PA00084326 »                                  | Inscrit                                         | 1988                                            | Église Saint-Pierre d'Aurionsportail, élévation, toiture                                                                       |
| Château de Ruthie décor intérieur                                                                                               | Aussurucq                   | Urrutia                                                | 43° 08′ 59″ nord, 0° 56′ 02″ ouest              | « PA00084327 »                                  | Inscrit                                         | 1925                                            | Château de Ruthiedécor intérieur                                                                                               |
| Abri Gandon-Lassus abri sous roche                                                                                              | Aydius                      |                                                        | 43° 00′ 04″ nord, 0° 33′ 25″ ouest              | « PA64000012 »                                  | Inscrit                                         | 1997                                            | Image manquante Téléverser |
| Église Saint-Martin d'Aydius cimetière                                                                                          | Aydius                      |                                                        | 43° 00′ 04″ nord, 0° 32′ 29″ ouest              | « PA00132935 »                                  | Inscrit                                         | 1994                                            | Église Saint-Martin d'Aydiuscimetière                                                                                          |
| Maison Ichante poulailler, fontaine, décor extérieur                                                                            | Aydius                      |                                                        | 42° 59′ 33″ nord, 0° 33′ 17″ ouest              | « PA64000002 »                                  | Inscrit                                         | 1996                                            | Image manquante Téléverser |
| Château de Belzunce | Ayherre                     |                                                        | 43° 22′ 47″ nord, 1° 14′ 01″ ouest              | « PA00084558 »                                  | Inscrit                                         | 1992                                            | Château de Belzunce |
| Église Saint-Pierre d'Ayherre                                                                                                   | Ayherre                     | Le Bourg                                               | 43° 23′ 36″ nord, 1° 15′ 13″ ouest              | « PA64000085 »                                  | Inscrit                                         | 2014                                            | Église Saint-Pierre d'Ayherre                                                                                                  |
| Fortifications protohistoriques d'Abarratia enceinte                                                                            | Ayherre                     | Abarratia                                              | 43° 21′ 30″ nord, 1° 13′ 57″ ouest              | « PA00084328 »                                  | Inscrit                                         | 1984                                            | Fortifications protohistoriques d'Abarratiaenceinte                                                                            |
| Mine de Banca haut fourneau, site archéologique                                                                                 | Banca                       | R.D. 948                                               | 43° 07′ 44″ nord, 1° 22′ 26″ ouest              | « PA64000003 »                                  | Inscrit                                         | 1996                                            | Mine de Bancahaut fourneau, site archéologique                                                                                 |
| Cimetière juif de La Bastide-Clairence tombe                                                                                    | La Bastide-Clairence        | L'Hospice                                              | 43° 25′ 42″ nord, 1° 15′ 15″ ouest              | « PA00084415 »                                  | Inscrit                                         | 1988                                            | Cimetière juif de La Bastide-Clairencetombe                                                                                    |
| Église Notre-Dame-de-l'Assomption de La Bastide-Clairence portail, galerie, voûte                                               | La Bastide-Clairence        |                                                        | 43° 25′ 42″ nord, 1° 15′ 18″ ouest              | « PA00084416 »                                  | Inscrit                                         | 1996                                            | Église Notre-Dame-de-l'Assomption de La Bastide-Clairenceportail, galerie, voûte                                               |
| Trinquet de La Bastide-Clairence (ancien jeu de paume)                                                                          | La Bastide-Clairence        |                                                        | 43° 25′ 48″ nord, 1° 15′ 22″ ouest              | « PA64000078 »                                  | Inscrit                                         | 2011                                            | Trinquet de La Bastide-Clairence(ancien jeu de paume)                                                                          |
| | Bayonne                     | Voir liste des monuments historiques de Bayonne        | Voir liste des monuments historiques de Bayonne | Voir liste des monuments historiques de Bayonne | Voir liste des monuments historiques de Bayonne | Voir liste des monuments historiques de Bayonne | Voir liste des monuments historiques de Bayonne                                                                                |
| Chapelle d'Orcun clocher, décor intérieur, mur                                                                                  | Bedous                      |                                                        | 42° 59′ 43″ nord, 0° 35′ 45″ ouest              | « PA00084346 »                                  | Classé                                          | 1984                                            | Chapelle d'Orcunclocher, décor intérieur, mur                                                                                  |
| Enceinte protohistorique de Béguios enceinte                                                                                    | Béguios                     | Quercu                                                 | 43° 20′ 49″ nord, 1° 06′ 33″ ouest              | « PA00084347 »                                  | Inscrit                                         | 1983                                            | Image manquante Téléverser |
| Camp de Sardasse | Béhasque-Lapiste            | Sardasse                                               | 43° 18′ 24″ nord, 1° 00′ 46″ ouest              | « PA00084348 »                                  | Inscrit                                         | 1981                                            | Image manquante Téléverser |
| Gué sur la Bidouze | Béhasque-Lapiste            | Kinkil                                                 | 43° 18′ 20″ nord, 1° 00′ 37″ ouest              | « PA00084349 »                                  | Inscrit                                         | 1986                                            | Image manquante Téléverser |
| Croix Harispe | Béhorléguy                  | C.V. 3 du Gugabeleko Bidea C.R. de Harizparetako Bidea | 43° 07′ 41″ nord, 1° 07′ 02″ ouest              | « PA00084350 »                                  | Inscrit                                         | 1971                                            | Image manquante Téléverser |
| Château de Bellocq barbacane, fossé, tour, courtine                                                                             | Bellocq                     |                                                        | 43° 31′ 03″ nord, 0° 54′ 51″ ouest              | « PA00084351 »                                  | Classé                                          | 1997                                            | Château de Bellocqbarbacane, fossé, tour, courtine                                                                             |
| Château de Béost élévation, toiture                                                                                             | Béost                       |                                                        | 42° 59′ 38″ nord, 0° 24′ 53″ ouest              | « PA00084352 »                                  | Inscrit                                         | 1954                                            | Château de Béostélévation, toiture                                                                                             |
| Église Saint-Jacques-le-Majeur de Béost décor intérieur                                                                         | Béost                       |                                                        | 42° 59′ 38″ nord, 0° 24′ 52″ ouest              | « PA00084353 »                                  | Inscrit                                         | 2008                                            | Église Saint-Jacques-le-Majeur de Béostdécor intérieur                                                                         |
| Église de l'Assomption-de-la-Bienheureuse-Vierge-Marie de Viellenave                                                            | Bergouey-Viellenave         | Viellenave                                             | 43° 24′ 54″ nord, 1° 03′ 41″ ouest              | « PA00084354 »                                  | Classé                                          | 1920                                            | Image manquante Téléverser |
| Château de Bernadets chapelle, décor intérieur                                                                                  | Bernadets                   |                                                        | 43° 22′ 45″ nord, 0° 17′ 11″ ouest              | « PA64000031 »                                  | Inscrit                                         | 1999                                            | Château de Bernadetschapelle, décor intérieur                                                                                  |
| Casino municipal de Biarritz vestibule, galerie, élévation                                                                      | Biarritz                    |                                                        | 43° 29′ 01″ nord, 1° 33′ 35″ ouest              | « PA00084559 »                                  | Inscrit                                         | 1992                                            | Casino municipal de Biarritzvestibule, galerie, élévation                                                                      |
| Chapelle impériale de Biarritz décor intérieur, décor extérieur                                                                 | Biarritz                    | Avenue de la Marne                                     | 43° 29′ 06″ nord, 1° 33′ 18″ ouest              | « PA00084355 »                                  | Classé                                          | 1981                                            | Chapelle impériale de Biarritzdécor intérieur, décor extérieur                                                                 |
| Château Boulard élévation, décor extérieur, toiture                                                                             | Biarritz                    | Avenue du Château                                      | 43° 28′ 30″ nord, 1° 33′ 32″ ouest              | « PA00084356 »                                  | Inscrit                                         | 1975                                            | Château Boulardélévation, décor extérieur, toiture                                                                             |
| Château de Françon | Biarritz                    | 81 rue Salon                                           | 43° 27′ 43″ nord, 1° 33′ 36″ ouest              | « PA00132940 »                                  | Inscrit Classé                                  | 1993 1994 1999                                  | Château de Françon |
| Église Saint-Martin de Biarritz                                                                                                 | Biarritz                    |                                                        | 43° 28′ 27″ nord, 1° 33′ 20″ ouest              | « PA00084357 »                                  | Inscrit                                         | 1931                                            | Église Saint-Martin de Biarritz                                                                                                |
| Église orthodoxe de Biarritz | Biarritz                    |                                                        | 43° 29′ 10″ nord, 1° 33′ 18″ ouest              | « PA64000105 »                                  | Classé                                          | 2016                                            | Église orthodoxe de Biarritz                                                                                                   |
| Hôtel du Palais | Biarritz                    |                                                        | 43° 29′ 11″ nord, 1° 33′ 21″ ouest              | « PA00125254 »                                  | Inscrit                                         | 1993                                            | Hôtel du Palais |
| Hôtel Plaza escalier, galerie, porte, couloir, ascenseur, élévation, toiture                                                    | Biarritz                    | 7 avenue Édouard-VII                                   | 43° 28′ 58″ nord, 1° 33′ 31″ ouest              | « PA00084543 »                                  | Inscrit                                         | 1990                                            | Hôtel Plazaescalier, galerie, porte, couloir, ascenseur, élévation, toiture                                                    |
| Monument aux morts de la Guerre 1914-1918 de Biarritz                                                                           | Biarritz                    | Esplanade des Anciens Combattants                      | 43° 29′ 01″ nord, 1° 34′ 06″ ouest              | « PA64000088 »                                  | Inscrit                                         | 2014                                            | Monument aux morts de la Guerre 1914-1918 de Biarritz                                                                          |
| Pâtisserie Miremont boutique, décor intérieur                                                                                   | Biarritz                    | 1bis place Clemenceau                                  | 43° 28′ 57″ nord, 1° 33′ 42″ ouest              | « PA64000060 »                                  | Inscrit                                         | 2006                                            | Pâtisserie Miremontboutique, décor intérieur                                                                                   |
| Phare de Biarritz | Biarritz                    |                                                        | 43° 29′ 38″ nord, 1° 33′ 14″ ouest              | « PA64000072 »                                  | Inscrit                                         | 2009                                            | Phare de Biarritz |
| Villa Natacha décor intérieur                                                                                                   | Biarritz                    | 110 rue d'Espagne                                      | 43° 28′ 23″ nord, 1° 33′ 31″ ouest              | « PA00125255 »                                  | Inscrit Classé                                  | 1993 1995                                       | Villa Natachadécor intérieur                                                                                                   |
| Château de Bidache ruines, écuries, façades et toitures des deux pavillons terminaux                                            | Bidache                     |                                                        | 43° 29′ 15″ nord, 1° 08′ 18″ ouest              | « PA00084358 »                                  | Classé Inscrit                                  | 1942 2012                                       | Château de Bidacheruines, écuries, façades et toitures des deux pavillons terminaux                                            |
| Cimetière juif de Bidache enclos, porte                                                                                         | Bidache                     | Route du Port                                          | 43° 29′ 00″ nord, 1° 08′ 43″ ouest              | « PA00135193 »                                  | Inscrit                                         | 1995                                            | Cimetière juif de Bidacheenclos, porte                                                                                         |
| Pont de Gramont et Moulin de Heugas                                                                                             | Bidache                     |                                                        | 43° 28′ 16″ nord, 1° 08′ 09″ ouest              | « PA64000047 »                                  | Inscrit                                         | 2003 2011                                       | Pont de Gramont et Moulin de Heugas                                                                                            |
| Cromlechs de Zelaï | Bidarray                    |                                                        | 43° 16′ 38″ nord, 1° 24′ 15″ ouest              | « PA00084410 »                                  | Classé                                          | 1957                                            | Cromlechs de Zelaï |
| Église Notre-Dame de Bidarray                                                                                                   | Bidarray                    |                                                        | 43° 15′ 56″ nord, 1° 20′ 53″ ouest              | « PA00084359 »                                  | Inscrit                                         | 1925                                            | Église Notre-Dame de Bidarray                                                                                                  |
| Pont Noblia | Bidarray                    | V.C. 3                                                 | 43° 16′ 04″ nord, 1° 20′ 43″ ouest              | « PA64000073 »                                  | Inscrit                                         | 2010                                            | Pont Noblia |
| Atalaye de Guéthary | Bidart                      |                                                        | 43° 25′ 36″ nord, 1° 36′ 28″ ouest              | « PA00125256 »                                  | Inscrit                                         | 1993                                            | Atalaye de Guéthary |
| Château d'Ilbarritz salle, escalier, élévation, toiture, décor intérieur                                                        | Bidart                      | Avenue Reine-Nathalie                                  | 43° 27′ 31″ nord, 1° 34′ 35″ ouest              | « PA00084544 »                                  | Inscrit                                         | 1990                                            | Château d'Ilbarritzsalle, escalier, élévation, toiture, décor intérieur                                                        |
| Église Notre-Dame-de-l'Assomption de Bidart tribune                                                                             | Bidart                      | La Place                                               | 43° 26′ 20″ nord, 1° 35′ 23″ ouest              | « PA64000040 »                                  | Inscrit                                         | 2001                                            | Église Notre-Dame-de-l'Assomption de Bidarttribune                                                                             |
| Château de Lassalle logis, communs, décor intérieur                                                                             | Bidos                       |                                                        | 43° 10′ 45″ nord, 0° 36′ 11″ ouest              | « PA64000061 »                                  | Inscrit                                         | 2006                                            | Image manquante Téléverser |
| Château de Bielle logis, communs, jardin                                                                                        | Bielle                      |                                                        | 43° 03′ 21″ nord, 0° 25′ 59″ ouest              | « PA64000052 »                                  | Inscrit                                         | 2004                                            | Château de Biellelogis, communs, jardin                                                                                        |
| Église Saint-Vivien de Bielle                                                                                                   | Bielle                      |                                                        | 43° 03′ 14″ nord, 0° 26′ 01″ ouest              | « PA00084360 »                                  | Classé                                          | 1923                                            | Église Saint-Vivien de Bielle                                                                                                  |
| Monument aux morts de la Guerre 1914-1918 de Bielle                                                                             | Bielle                      | Route de Pau                                           | 43° 03′ 19″ nord, 0° 25′ 52″ ouest              | « PA64000089 »                                  | Inscrit                                         | 2014                                            | Monument aux morts de la Guerre 1914-1918 de Bielle                                                                            |
| Cromlechs de Bilhères | Bilhères                    | Hondas et Accaüs                                       | 43° 04′ 03″ nord, 0° 26′ 49″ ouest              | « PA00084361 »                                  | Classé                                          | 1889                                            | Image manquante Téléverser |
| Église Saint-Martin de Biriatou                                                                                                 | Biriatou                    |                                                        | 43° 19′ 59″ nord, 1° 44′ 33″ ouest              | « PA64000074 »                                  | Inscrit                                         | 2010                                            | Église Saint-Martin de Biriatou                                                                                                |
| Redoute Louis XIV | Biriatou                    |                                                        | 43° 20′ 39″ nord, 1° 45′ 08″ ouest              | « PA64000013 »                                  | Inscrit                                         | 1997                                            | Image manquante Téléverser |
| Château de Brassalay | Biron                       |                                                        | 43° 27′ 25″ nord, 0° 44′ 33″ ouest              | « PA00084362 »                                  | Inscrit                                         | 1937                                            | Château de Brassalay |
| Fort du Portalet fort, prison, pont, route, poste de garde, bureau d'octroi                                                     | Borce                       |                                                        | 42° 53′ 11″ nord, 0° 33′ 46″ ouest              | « PA00084556 »                                  | Classé                                          | 2005                                            | Fort du Portaletfort, prison, pont, route, poste de garde, bureau d'octroi                                                     |
| Église Saint-Orens de Bosdarros portail                                                                                         | Bosdarros                   |                                                        | 43° 12′ 39″ nord, 0° 21′ 42″ ouest              | « PA00084363 »                                  | Inscrit                                         | 1987                                            | Image manquante Téléverser |
| Porte de ville | Bougarber                   |                                                        | 43° 23′ 54″ nord, 0° 28′ 22″ ouest              | « PA00084364 »                                  | Inscrit                                         | 1948                                            | Image manquante Téléverser |
| Église Saint-Martin de Bruges clocher, portail                                                                                  | Bruges-Capbis-Mifaget       |                                                        | 43° 07′ 37″ nord, 0° 18′ 09″ ouest              | « PA00084365 »                                  | Inscrit                                         | 1947                                            | Image manquante Téléverser |
| Château d'Aphat élévation, toiture                                                                                              | Bussunarits-Sarrasquette    |                                                        | 43° 09′ 43″ nord, 1° 10′ 34″ ouest              | « PA00084366 »                                  | Inscrit                                         | 1970                                            | Château d'Aphatélévation, toiture                                                                                              |
| Croix de carrefour de Bussunarits-Sarrasquette                                                                                  | Bussunarits-Sarrasquette    | Entrée du cimetière                                    | 43° 09′ 48″ nord, 1° 10′ 04″ ouest              | « PA00084368 »                                  | Inscrit                                         | 1987                                            | Image manquante Téléverser |
| Croix de carrefour de Sarrasquette                                                                                              | Bussunarits-Sarrasquette    |                                                        | 43° 10′ 05″ nord, 1° 09′ 28″ ouest              | « PA00084367 »                                  | Inscrit                                         | 1987                                            | Croix de carrefour de Sarrasquette                                                                                             |
| Calhau-de-Teberno | Buzy                        | Serp-Deus-Judius                                       | 43° 07′ 42″ nord, 0° 26′ 36″ ouest              | « PA00084369 »                                  | Classé                                          | 1889                                            | Calhau-de-Teberno |
| Château de Cabidos logis, dépendance, ferme, jardin, enclos, décor intérieur                                                    | Cabidos                     |                                                        | 43° 32′ 19″ nord, 0° 27′ 49″ ouest              | « PA64000014 »                                  | Inscrit                                         | 1997                                            | Château de Cabidoslogis, dépendance, ferme, jardin, enclos, décor intérieur                                                    |
| Église Saint-Laurent de Cambo-les-Bains                                                                                         | Cambo-les-Bains             | Place de l'Église                                      | 43° 21′ 47″ nord, 1° 24′ 12″ ouest              | « PA64000079 »                                  | Inscrit Classé                                  | 2012 2015                                       | Église Saint-Laurent de Cambo-les-Bains                                                                                        |
| Villa Arnaga | Cambo-les-Bains             | Allées Edmond-Rostand                                  | 43° 22′ 04″ nord, 1° 25′ 22″ ouest              | « PA00135195 »                                  | Classé                                          | 2016                                            | Villa Arnaga |
| Grotte Etcheberriko-Kharbia | Camou-Cihigue               |                                                        | 43° 07′ 19″ nord, 0° 55′ 06″ ouest              | « PA00084370 »                                  | Classé                                          | 1952                                            | Image manquante Téléverser |
| Château de Cassaber | Carresse-Cassaber           |                                                        | 43° 29′ 35″ nord, 1° 00′ 38″ ouest              | « PA64000075 »                                  | Inscrit                                         | 2010                                            | Image manquante Téléverser |
| Église Saint-Michel de Castéra clocher, tribune, mur                                                                            | Castéra-Loubix              |                                                        | 43° 24′ 08″ nord, 0° 02′ 00″ ouest              | « PA00084371 »                                  | Classé                                          | 1973                                            | Image manquante Téléverser |
| Église Saint-Polycarpe de Castet clôture                                                                                        | Castet                      |                                                        | 43° 04′ 11″ nord, 0° 25′ 05″ ouest              | « PA64000025 »                                  | Inscrit                                         | 1997                                            | Église Saint-Polycarpe de Castetclôture                                                                                        |
| Tour Abadie motte, enceinte, sous-sol, site archéologique, tour                                                                 | Castet                      |                                                        | 43° 04′ 07″ nord, 0° 25′ 07″ ouest              | « PA64000029 »                                  | Inscrit                                         | 1998                                            | Image manquante Téléverser |
| Église Saint-Pierre de Cette décor intérieur                                                                                    | Cette-Eygun                 |                                                        | 42° 56′ 07″ nord, 0° 35′ 14″ ouest              | « PA64000032 »                                  | Inscrit                                         | 1999                                            | Église Saint-Pierre de Cettedécor intérieur                                                                                    |
| Château de Mongaston camp, basse-cour, fossé, dépendance, fossé, échauguette, tourelle, site archéologique                      | Charre                      |                                                        | 43° 18′ 28″ nord, 0° 51′ 46″ ouest              | « PA00084372 »                                  | Inscrit                                         | 1998                                            | Image manquante Téléverser |
| Fortifications protohistoriques de Castelgayha enceinte                                                                         | Chéraute                    | Gaztelu Harria                                         | 43° 13′ 38″ nord, 0° 48′ 54″ ouest              | « PA00084373 »                                  | Inscrit                                         | 1983                                            | Image manquante Téléverser |
| Couvent des Récollets de Ciboure                                                                                                | Ciboure                     |                                                        | 43° 23′ 08″ nord, 1° 39′ 56″ ouest              | « PA00084374 »                                  | Inscrit                                         | 2013                                            | Couvent des Récollets de Ciboure                                                                                               |
| Croix blanche de Ciboure | Ciboure                     |                                                        | 43° 22′ 48″ nord, 1° 40′ 16″ ouest              | « PA00084376 »                                  | Inscrit                                         | 1925                                            | Croix blanche de Ciboure |
| Croix de Ciboure | Ciboure                     | Rue de la Tour                                         | 43° 23′ 01″ nord, 1° 40′ 30″ ouest              | « PA00084375 »                                  | Inscrit                                         | 1987                                            | Croix de Ciboure |
| Église Notre-Dame de Bordagain tour, élévation                                                                                  | Ciboure                     | Rue de la Tour                                         | 43° 23′ 01″ nord, 1° 40′ 33″ ouest              | « PA00084377 »                                  | Inscrit                                         | 1987                                            | Église Notre-Dame de Bordagaintour, élévation                                                                                  |
| Église Saint-Vincent de Ciboure grille, église                                                                                  | Ciboure                     | Rue Pocalette                                          | 43° 23′ 12″ nord, 1° 40′ 11″ ouest              | « PA00084378 »                                  | Inscrit Classé                                  | 1925 1990                                       | Église Saint-Vincent de Cibouregrille, église                                                                                  |
| Feu amont d'alignement du port phare                                                                                            | Ciboure                     |                                                        | 43° 23′ 04″ nord, 1° 39′ 59″ ouest              | « PA00125258 »                                  | Inscrit                                         | 1993                                            | Feu amont d'alignement du portphare                                                                                            |
| Fontaine de Ciboure | Ciboure                     |                                                        | 43° 23′ 03″ nord, 1° 40′ 07″ ouest              | « PA00084379 »                                  | Inscrit                                         | 1925                                            | Fontaine de Ciboure |
| Fort de Socoa | Ciboure                     |                                                        | 43° 23′ 46″ nord, 1° 41′ 00″ ouest              | « PA00084380 »                                  | Inscrit                                         | 2009                                            | Fort de Socoa |
| Maison Neria élévation, toiture                                                                                                 | Ciboure                     | 25 rue du Docteur-Micé                                 | 43° 23′ 14″ nord, 1° 40′ 17″ ouest              | « PA00084545 »                                  | Inscrit                                         | 1990                                            | Maison Neriaélévation, toiture                                                                                                 |
| Maison de Ravel | Ciboure                     | 27 quai Ravel 12 rue Pocalette                         | 43° 23′ 08″ nord, 1° 40′ 04″ ouest              | « PA00125257 »                                  | Inscrit                                         | 1993                                            | Maison de Ravel |
| Villa Lehen-Tokia jardin, portail, clôture                                                                                      | Ciboure                     | Chemin Axotareta                                       | 43° 23′ 14″ nord, 1° 40′ 31″ ouest              | « PA00084577 »                                  | Inscrit                                         | 1992                                            | Villa Lehen-Tokiajardin, portail, clôture                                                                                      |
| Villa Leïhorra jardin, pelote basque, bassin, terrasse, décor intérieur                                                         | Ciboure                     | Rue du Docteur-Micé 1 impasse Muskoa                   | 43° 23′ 16″ nord, 1° 40′ 23″ ouest              | « PA00084560 »                                  | Classé                                          | 1995                                            | Villa Leïhorrajardin, pelote basque, bassin, terrasse, décor intérieur                                                         |
| Château de Coarraze tour, portail, façades et toitures, terrasses et murs de soutènement qui les supportent, écuries            | Coarraze                    |                                                        | 43° 10′ 00″ nord, 0° 13′ 48″ ouest              | « PA00084381 »                                  | Inscrit                                         | 2011                                            | Château de Coarrazetour, portail, façades et toitures, terrasses et murs de soutènement qui les supportent, écuries            |
| Église Saint-Vincent de Coarraze chapelle, voûte, portail, clocher, porche                                                      | Coarraze                    |                                                        | 43° 10′ 11″ nord, 0° 13′ 54″ ouest              | « PA00084382 »                                  | Inscrit                                         | 1988                                            | Église Saint-Vincent de Coarrazechapelle, voûte, portail, clocher, porche                                                      |
| Église Saint-Jean-Baptiste de Diusse sol du cimetière, église                                                                   | Diusse                      |                                                        | 43° 33′ 55″ nord, 0° 10′ 24″ ouest              | « PA00084383 »                                  | Inscrit Classé                                  | 1997 1999                                       | Église Saint-Jean-Baptiste de Diussesol du cimetière, église                                                                   |
| Tumulus du camp de Gurs tumulus                                                                                                 | Dognen                      | Buisson Le Marmouly                                    | 43° 15′ 46″ nord, 0° 44′ 00″ ouest              | « PA00084384 »                                  | Inscrit                                         | 1961                                            | Image manquante Téléverser |
| Chapelle d'Assouste voûte | Eaux-Bonnes                 |                                                        | 42° 59′ 01″ nord, 0° 24′ 40″ ouest              | « PA00084385 »                                  | Classé                                          | 1923                                            | Chapelle d'Assoustevoûte |
| Hôtel des Princes élévation | Eaux-Bonnes                 | Avenue Castellane                                      | 42° 58′ 20″ nord, 0° 23′ 33″ ouest              | « PA64000044 »                                  | Inscrit                                         | 2002                                            | Hôtel des Princesélévation |
| Église Saint-Orens d'Escurès | Escurès                     | Chemin rural de l'Église                               | 43° 27′ 51″ nord, 0° 07′ 27″ ouest              | « PA64000016 »                                  | Inscrit                                         | 1997                                            | Église Saint-Orens d'Escurès                                                                                                   |
| Château des barons d'Espelette tour, enceinte, site archéologique, fossé                                                        | Espelette                   |                                                        | 43° 20′ 25″ nord, 1° 26′ 45″ ouest              | « PA00084386 »                                  | Inscrit                                         | 2007                                            | Château des barons d'Espelettetour, enceinte, site archéologique, fossé                                                        |
| Église Saint-Étienne d'Espelette                                                                                                | Espelette                   |                                                        | 43° 20′ 32″ nord, 1° 26′ 43″ ouest              | « PA00084387 »                                  | Inscrit Inscrit Classé                          | 1925 2014 2015                                  | Église Saint-Étienne d'Espelette                                                                                               |
| Tombe d'Agnès Souret | Espelette                   |                                                        | 43° 20′ 32″ nord, 1° 26′ 42″ ouest              | « PA64000065 »                                  | Inscrit                                         | 2006                                            | Tombe d'Agnès Souret |
| Église Saint-Martin d'Espès | Espès-Undurein              | Espes                                                  | 43° 16′ 03″ nord, 0° 52′ 46″ ouest              | « PA00084388 »                                  | Inscrit                                         | 1925                                            | Église Saint-Martin d'Espès |
| Église Saint-Martin d'Espès décor intérieur                                                                                     | Espès-Undurein              |                                                        | 43° 16′ 03″ nord, 0° 52′ 46″ ouest              | « PA64000069 »                                  | Inscrit                                         | 2008                                            | Image manquante Téléverser |
| Fort du Portalet fort, prison, pont, route, poste de garde, bureau d'octroi                                                     | Etsaut                      |                                                        | 42° 53′ 11″ nord, 0° 33′ 46″ ouest              | « PA00084557 »                                  | Classé                                          | 2005                                            | Fort du Portaletfort, prison, pont, route, poste de garde, bureau d'octroi                                                     |
| Maison Auriol | Gabaston                    | 10 route de l'Étang                                    | 43° 21′ 15″ nord, 0° 13′ 55″ ouest              | « PA64000113 »                                  | Inscrit                                         | 26 janvier 2018                                 | Maison Auriol |
| Croix de Galcetaburu | Gamarthe                    | R.N. 133 Chemin du Bourg de Gamarthe                   | 43° 12′ 39″ nord, 1° 08′ 14″ ouest              | « PA00084389 »                                  | Classé                                          | 1972                                            | Croix de Galcetaburu |
| Porte de ville | Gan                         |                                                        | 43° 13′ 51″ nord, 0° 23′ 12″ ouest              | « PA00132936 »                                  | Inscrit                                         | 1994                                            | Porte de ville |
| Haras national de Gelos haras, escalier, élévation                                                                              | Gelos                       |                                                        | 43° 17′ 02″ nord, 0° 22′ 04″ ouest              | « PA00084390 »                                  | Inscrit                                         | 2011                                            | Haras national de Gelosharas, escalier, élévation                                                                              |
| Menhir de Ger | Ger                         | Quartier Roye                                          | 43° 15′ 53″ nord, 0° 01′ 46″ ouest              | « PA00084391 »                                  | Classé                                          | 1966                                            | Image manquante Téléverser |
| Tour d'Ore | Gère-Bélesten               |                                                        | 43° 01′ 34″ nord, 0° 25′ 38″ ouest              | « PA64000017 »                                  | Inscrit                                         | 1997                                            | Image manquante Téléverser |
| Église Saint-André de Gotein | Gotein-Libarrenx            |                                                        | 43° 11′ 28″ nord, 0° 54′ 07″ ouest              | « PA00084392 »                                  | Inscrit                                         | 1925                                            | Église Saint-André de Gotein                                                                                                   |
| Église Saint-Nicolas de Guéthary tribune                                                                                        | Guéthary                    | Rue de l'Église                                        | 43° 25′ 06″ nord, 1° 36′ 19″ ouest              | « PA64000041 »                                  | Inscrit                                         | 2001                                            | Église Saint-Nicolas de Guétharytribune                                                                                        |
| Hôtel de ville de Guéthary | Guéthary                    | Place du Fronton                                       | 43° 25′ 27″ nord, 1° 36′ 31″ ouest              | « PA00125259 »                                  | Inscrit                                         | 1993                                            | Hôtel de ville de Guéthary |
| Villa Saraléguinéa portail, conciergerie                                                                                        | Guéthary                    | Avenue du Général-de-Gaulle                            | 43° 25′ 16″ nord, 1° 36′ 32″ ouest              | « PA00132937 »                                  | Inscrit                                         | 1994                                            | Villa Saraléguinéaportail, conciergerie                                                                                        |
| Château de Guiche donjon, bastion, fossé, forteresse                                                                            | Guiche                      |                                                        | 43° 31′ 19″ nord, 1° 12′ 07″ ouest              | « PA00084393 »                                  | Classé                                          | 2007                                            | Château de Guichedonjon, bastion, fossé, forteresse                                                                            |
| Église Notre-Dame de l'Assomption d'Halsou                                                                                      | Halsou                      | Elizabide                                              | 43° 22′ 29″ nord, 1° 25′ 24″ ouest              | « PA64000090 »                                  | Inscrit                                         | 2014                                            | Église Notre-Dame de l'Assomption d'Halsou                                                                                     |
| Chapelle du Sacré-Cœur d'Hasparren actuelle chapelle du lycée Saint-Joseph                                                      | Hasparren                   |                                                        | 43° 22′ 53″ nord, 1° 18′ 18″ ouest              | « PA64000004 »                                  | Classé                                          | 2011                                            | Chapelle du Sacré-Cœur d'Hasparrenactuelle chapelle du lycée Saint-Joseph                                                      |
| Église Saint-Jean-Baptiste d'Hasparren                                                                                          | Hasparren                   | Place Elizaldea                                        | 43° 23′ 03″ nord, 1° 18′ 18″ ouest              | « PA64000091 »                                  | Inscrit                                         | 2014                                            | Église Saint-Jean-Baptiste d'Hasparren                                                                                         |
| Église Saint-Jean-Baptiste d'Haux                                                                                               | Haux                        |                                                        | 43° 04′ 43″ nord, 0° 50′ 54″ ouest              | « PA00084394 »                                  | Inscrit                                         | 1926                                            | Église Saint-Jean-Baptiste d'Haux                                                                                              |
| Château d'Abbadia chapelle, biblioque, vestibule, escalier, salle à manger, salon, coupole, élévation, toiture, décor intérieur | Hendaye                     |                                                        | 43° 22′ 39″ nord, 1° 44′ 57″ ouest              | « PA00084395 »                                  | Classé Inscrit                                  | 1984 2012                                       | Château d'Abbadiachapelle, biblioque, vestibule, escalier, salle à manger, salon, coupole, élévation, toiture, décor intérieur |
| Croix de l'ancien cimetière d'Hendaye                                                                                           | Hendaye                     |                                                        | 43° 21′ 32″ nord, 1° 46′ 28″ ouest              | « PA00084396 »                                  | Inscrit                                         | 1925                                            | Croix de l'ancien cimetière d'Hendaye                                                                                          |
| Église Saint-Vincent-Diacre d'Hendaye                                                                                           | Hendaye                     | Rue du Vieux Fort                                      | 43° 21′ 32″ nord, 1° 46′ 28″ ouest              | « PA64000092 »                                  | Inscrit                                         | 2014                                            | Église Saint-Vincent-Diacre d'Hendaye                                                                                          |
| Maison Rouge | Hendaye                     | 2 rue des Citronniers                                  | 43° 22′ 14″ nord, 1° 46′ 24″ ouest              | « PA00125260 »                                  | Inscrit                                         | 1993                                            | Maison Rouge |
| Monument aux morts de la Guerre 1914-1918 d'Hendaye                                                                             | Hendaye                     | Boulevard du Général de Gaulle                         | 43° 21′ 38″ nord, 1° 46′ 33″ ouest              | « PA64000093 »                                  | Inscrit                                         | 2014                                            | Monument aux morts de la Guerre 1914-1918 d'Hendaye                                                                            |
| Villa Bakhar Etchea | Hendaye                     |                                                        | 43° 21′ 36″ nord, 1° 46′ 37″ ouest              | « PA64000077 »                                  | Inscrit                                         | 2010                                            | Villa Bakhar Etchea |
| Villa mauresque | Hendaye                     |                                                        | 43° 21′ 36″ nord, 1° 46′ 37″ ouest              | « PA64000076 »                                  | Inscrit                                         | 2010                                            | Villa mauresque |
| Église Sainte-Marie-Madeleine de L'Hôpital-d'Orion                                                                              | L'Hôpital-d'Orion           |                                                        | 43° 26′ 14″ nord, 0° 50′ 50″ ouest              | « PA00084397 »                                  | Classé                                          | 1913                                            | Église Sainte-Marie-Madeleine de L'Hôpital-d'Orion                                                                             |
| Église Saint-Blaise de L'Hôpital-Saint-Blaise                                                                                   | L'Hôpital-Saint-Blaise      |                                                        | 43° 15′ 05″ nord, 0° 46′ 11″ ouest              | « PA00084398 »                                  | Classé                                          | 1888                                            | Église Saint-Blaise de L'Hôpital-Saint-Blaise                                                                                  |
| Croix de cimetière d'Hosta | Hosta                       |                                                        | 43° 09′ 33″ nord, 1° 05′ 18″ ouest              | « PA00084399 »                                  | Inscrit                                         | 1971                                            | Croix de cimetière d'Hosta |
| Salle d'Etchepare salle, élévation, décor extérieur                                                                             | Ibarrolle                   |                                                        | 43° 12′ 05″ nord, 1° 05′ 37″ ouest              | « PA00084400 »                                  | Inscrit                                         | 1966                                            | Salle d'Etcheparesalle, élévation, décor extérieur                                                                             |
| Camp de Choykanteguia enceinte                                                                                                  | Idaux-Mendy                 | Amezteguia                                             | 43° 10′ 38″ nord, 0° 56′ 08″ ouest              | « PA00084401 »                                  | Inscrit                                         | 1982                                            | Image manquante Téléverser |
| Église Saint-Vincent d'Igon portail, décor extérieur                                                                            | Igon                        |                                                        | 43° 09′ 40″ nord, 0° 13′ 55″ ouest              | « PA00084402 »                                  | Inscrit                                         | 1970                                            | Église Saint-Vincent d'Igonportail, décor extérieur                                                                            |
| Château d'Olce dépendance, terrasse, mur de clôture, décor intérieur                                                            | Iholdy                      |                                                        | 43° 16′ 17″ nord, 1° 11′ 04″ ouest              | « PA64000054 »                                  | Inscrit                                         | 2005                                            | Château d'Olcedépendance, terrasse, mur de clôture, décor intérieur                                                            |
| Croix de carrefour d'Irissarry                                                                                                  | Irissarry                   |                                                        | 43° 15′ 25″ nord, 1° 13′ 59″ ouest              | « PA00084404 »                                  | Inscrit                                         | 1986                                            | Croix de carrefour d'Irissarry                                                                                                 |
| Maison Ospitalea élévation, toiture                                                                                             | Irissarry                   |                                                        | 43° 15′ 25″ nord, 1° 13′ 58″ ouest              | « PA00084403 »                                  | Inscrit                                         | 1980                                            | Maison Ospitaleaélévation, toiture                                                                                             |
| Dolmen d'Arrondo | Irouléguy                   | Zubitarte                                              | 43° 11′ 38″ nord, 1° 16′ 30″ ouest              | « PA00084405 »                                  | Classé                                          | 1958                                            | Image manquante Téléverser |
| Dolmen d'Artxuita | Irouléguy                   | Zubitarte                                              | 43° 11′ 22″ nord, 1° 16′ 19″ ouest              | « PA00084406 »                                  | Classé                                          | 1958                                            | Image manquante Téléverser |
| Fortifications protohistoriques d'Abarratia enceinte                                                                            | Isturits                    | Abarratia                                              | 43° 21′ 30″ nord, 1° 13′ 57″ ouest              | « PA00084407 »                                  | Inscrit                                         | 1984                                            | Fortifications protohistoriques d'Abarratiaenceinte                                                                            |
| Grottes d'Isturits, d'Oxocelhaya et d'Erberua également sur Saint-Martin-d'Arberoue                                             | Isturits                    |                                                        | 43° 21′ 11″ nord, 1° 12′ 22″ ouest              | « PA00084408 »                                  | Inscrit                                         | 1996                                            | Grottes d'Isturits, d'Oxocelhaya et d'Erberuaégalement sur Saint-Martin-d'Arberoue                                             |
| Cromlech d'Arluxatta | Itxassou                    |                                                        | 43° 17′ 24″ nord, 1° 23′ 53″ ouest              | « PA00084409 »                                  | Classé                                          | 1957                                            | Image manquante Téléverser |
| Cromlech de Mehatseko-Bizkarra                                                                                                  | Itxassou                    |                                                        | 43° 16′ 25″ nord, 1° 24′ 47″ ouest              | « PA00084410 »                                  | Classé                                          | 1957                                            | Cromlech de Mehatseko-Bizkarra                                                                                                 |
| Cromlech de Mehatseko Lepoa | Itxassou                    |                                                        | 43° 16′ 23″ nord, 1° 24′ 59″ ouest              | « PA00084410 »                                  | Classé                                          | 1957                                            | Cromlech de Mehatseko Lepoa |
| Cromlech de Mendittipiko Bizkarra                                                                                               | Itxassou                    |                                                        | 43° 16′ 42″ nord, 1° 24′ 21″ ouest              | « PA00084410 »                                  | Classé                                          | 1957                                            | Cromlech de Mendittipiko Bizkarra                                                                                              |
| Église Saint-Fructueux d'Itxassou tribune                                                                                       | Itxassou                    |                                                        | 43° 19′ 33″ nord, 1° 24′ 16″ ouest              | « PA00084411 »                                  | Inscrit Classé                                  | 1925 2014 2015                                  | Église Saint-Fructueux d'Itxassoutribune                                                                                       |
| Château d'Izeste élévation, toiture                                                                                             | Izeste                      |                                                        | 43° 05′ 27″ nord, 0° 25′ 33″ ouest              | « PA00084412 »                                  | Inscrit                                         | 1986                                            | Château d'Izesteélévation, toiture                                                                                             |
| Pilori d'Izeste | Izeste                      | Rue du Moulin                                          | 43° 05′ 32″ nord, 0° 25′ 30″ ouest              | « PA00084413 »                                  | Inscrit                                         | 1954                                            | Image manquante Téléverser |
| Chapelle Saint-Sauveur de Jatxou                                                                                                | Jatxou                      |                                                        | 43° 24′ 06″ nord, 1° 25′ 48″ ouest              | « PA00084553 »                                  | Inscrit                                         | 1991                                            | Chapelle Saint-Sauveur de Jatxou                                                                                               |
| Église Saint-Sébastien de Jatxou décor intérieur                                                                                | Jatxou                      | Eliza                                                  | 43° 23′ 10″ nord, 1° 26′ 01″ ouest              | « PA64000067 »                                  | Inscrit Classé                                  | 2007 2015                                       | Église Saint-Sébastien de Jatxoudécor intérieur                                                                                |
| Camp protohistorique de Portasanse                                                                                              | Juxue                       | Portasanse                                             | 43° 14′ 45″ nord, 1° 01′ 12″ ouest              | « PA00084414 »                                  | Inscrit                                         | 1980                                            | Image manquante Téléverser |
| Château Bijou chapelle, cloître, parc, jardin, lac, embarcadère, réservoir, décor intérieur                                     | Labastide-Villefranche      |                                                        | 43° 27′ 20″ nord, 1° 01′ 18″ ouest              | « PA64000059 »                                  | Classé                                          | 2008                                            | Château Bijouchapelle, cloître, parc, jardin, lac, embarcadère, réservoir, décor intérieur                                     |
| Prieuré d'Ordios chapelle | Labastide-Villefranche      |                                                        | 43° 28′ 37″ nord, 1° 02′ 57″ ouest              | « PA00084417 »                                  | Inscrit                                         | 1988                                            | Image manquante Téléverser |
| Tour de Labastide-Villefranche                                                                                                  | Labastide-Villefranche      |                                                        | 43° 27′ 09″ nord, 1° 01′ 11″ ouest              | « PA00084418 »                                  | Classé                                          | 1915                                            | Tour de Labastide-Villefranche                                                                                                 |
| Château de Lacarre bibliothèque, salon, salle à manger, élévation, toiture, décor intérieur                                     | Lacarre                     |                                                        | 43° 11′ 32″ nord, 1° 09′ 50″ ouest              | « PA00084561 »                                  | Inscrit                                         | 1992                                            | Image manquante Téléverser |
| Cimetière de Lacarre tombeau, clôture                                                                                           | Lacarre                     |                                                        | 43° 11′ 27″ nord, 1° 09′ 53″ ouest              | « PA00084562 »                                  | Inscrit                                         | 1992                                            | Cimetière de Lacarretombeau, clôture                                                                                           |
| Commanderie de Lacommande | Lacommande                  |                                                        | 43° 16′ 37″ nord, 0° 30′ 32″ ouest              | « PA00084419 »                                  | Classé                                          | 1962                                            | Commanderie de Lacommande |
| Église Sainte-Blaise de Lacommande décor intérieur                                                                              | Lacommande                  |                                                        | 43° 16′ 38″ nord, 0° 30′ 31″ ouest              | « PA00084420 »                                  | Classé                                          | 1962                                            | Église Sainte-Blaise de Lacommandedécor intérieur                                                                              |
| Église Notre-Dame de Lahonce décor intérieur                                                                                    | Lahonce                     |                                                        | 43° 29′ 13″ nord, 1° 23′ 11″ ouest              | « PA00084421 »                                  | Inscrit                                         | 1925                                            | Église Notre-Dame de Lahoncedécor intérieur                                                                                    |
| Chapelle de Peyraube décor intérieur                                                                                            | Lamayou                     | Peyraube                                               | 43° 22′ 33″ nord, 0° 02′ 55″ ouest              | « PA64000005 »                                  | Inscrit                                         | 1996                                            | Image manquante Téléverser |
| Église Saint-Pierre de Lannecaube portail, élévation, toiture                                                                   | Lannecaube                  |                                                        | 43° 29′ 01″ nord, 0° 12′ 42″ ouest              | « PA00084422 »                                  | Inscrit                                         | 1988                                            | Image manquante Téléverser |
| Camp protohistorique de Lantabat enceinte                                                                                       | Lantabat                    | Harribeltza Haltzetako Lepoa Ilharre Mounho            | 43° 14′ 43″ nord, 1° 10′ 45″ ouest              | « PA00084423 »                                  | Inscrit                                         | 1982                                            | Image manquante Téléverser |
| Chapelle Saint-Cyprien d'Ascombéguy                                                                                             | Lantabat                    |                                                        | 43° 14′ 50″ nord, 1° 09′ 56″ ouest              | « PA64000048 »                                  | Inscrit                                         | 2003                                            | Chapelle Saint-Cyprien d'Ascombéguy                                                                                            |
| Enceinte protohistorique fortifiée de Larceveau-Arros-Cibits enceinte                                                           | Lantabat                    | Gaztelu Zahar                                          | 43° 14′ 30″ nord, 1° 06′ 23″ ouest              | « PA00084424 »                                  | Inscrit                                         | 1982                                            | Enceinte protohistorique fortifiée de Larceveau-Arros-Cibitsenceinte                                                           |
| Enceinte protohistorique fortifiée de Larceveau-Arros-Cibits enceinte                                                           | Larceveau-Arros-Cibits      | Olhaguiagagne                                          | 43° 14′ 30″ nord, 1° 06′ 23″ ouest              | « PA00084425 »                                  | Inscrit                                         | 1982                                            | Enceinte protohistorique fortifiée de Larceveau-Arros-Cibitsenceinte                                                           |
| Église Saint-Jean-Baptiste de Larrau                                                                                            | Larrau                      |                                                        | 43° 01′ 06″ nord, 0° 57′ 19″ ouest              | « PA64000051 »                                  | Inscrit                                         | 2003                                            | Église Saint-Jean-Baptiste de Larrau                                                                                           |
| Séminaire de Larressore chapelle, pont, terrasse, escalier, décor intérieur, ancien séminaire                                   | Larressore                  |                                                        | 43° 22′ 19″ nord, 1° 26′ 00″ ouest              | « PA64000055 »                                  | Inscrit Classé                                  | 2005                                            | Séminaire de Larressorechapelle, pont, terrasse, escalier, décor intérieur, ancien séminaire                                   |
| Chapelle de Gabas | Laruns                      | Église de Gabas                                        | 42° 53′ 27″ nord, 0° 25′ 42″ ouest              | « PA00084426 »                                  | Inscrit                                         | 1957                                            | Chapelle de Gabas |
| Château d'Espalungue | Laruns                      | Espalungue                                             | 42° 59′ 00″ nord, 0° 24′ 52″ ouest              | « PA64000110 »                                  | Inscrit                                         | 2016                                            | Château d'Espalungue |
| Église Saint-Martin de Lasserre église et portail du cimetière                                                                  | Lasserre                    |                                                        | 43° 30′ 55″ nord, 0° 04′ 59″ ouest              | « PA00084427 »                                  | Inscrit                                         | 1987                                            | Église Saint-Martin de Lasserreéglise et portail du cimetière                                                                  |
| Église Notre-Dame-de-l'Assomption de Lasseube élévation, toiture                                                                | Lasseube                    |                                                        | 43° 13′ 17″ nord, 0° 28′ 42″ ouest              | « PA00084428 »                                  | Inscrit                                         | 1987                                            | Église Notre-Dame-de-l'Assomption de Lasseubeélévation, toiture                                                                |
| Camp protohistorique de Gastellucomalda enceinte                                                                                | Lecumberry                  | Gazteluko Malda                                        | 43° 08′ 32″ nord, 1° 07′ 31″ ouest              | « PA00084429 »                                  | Classé                                          | 1980                                            | Image manquante Téléverser |
| Cromlechs d'Ilarrita | Lecumberry                  | Okabe                                                  | 43° 02′ 32″ nord, 1° 06′ 36″ ouest              | « PA00084430 »                                  | Classé                                          | 1956                                            | Cromlechs d'Ilarrita |
| Église Notre-Dame-de-l'Assomption de Lembeye                                                                                    | Lembeye                     |                                                        | 43° 26′ 55″ nord, 0° 06′ 27″ ouest              | « PA00084431 »                                  | Classé                                          | 2011                                            | Église Notre-Dame-de-l'Assomption de Lembeye                                                                                   |
| Porte de ville | Lembeye                     |                                                        | 43° 26′ 55″ nord, 0° 06′ 40″ ouest              | « PA00084432 »                                  | Inscrit                                         | 1984                                            | Porte de ville |
| Cathédrale Notre-Dame-de-l'Assomption de Lescar décor intérieur                                                                 | Lescar                      |                                                        | 43° 19′ 59″ nord, 0° 26′ 00″ ouest              | « PA00084433 »                                  | Classé                                          | 1840                                            | Cathédrale Notre-Dame-de-l'Assomption de Lescardécor intérieur                                                                 |
| Porte de l'Esquirette | Lescar                      | Rue de la Cité                                         | 43° 20′ 00″ nord, 0° 26′ 03″ ouest              | « PA00084434 »                                  | Inscrit                                         | 1937                                            | Porte de l'Esquirette |
| Site antique du Bialé | Lescar                      | Rue de Peyrasilh                                       | 43° 19′ 54″ nord, 0° 26′ 20″ ouest              | « PA64000018 »                                  | Inscrit                                         | 1997                                            | Image manquante Téléverser |
| Tour de l'Esquirette | Lescar                      | Rue du Pont Louis                                      | 43° 20′ 00″ nord, 0° 26′ 04″ ouest              | « PA00084435 »                                  | Inscrit                                         | 1929                                            | Tour de l'Esquirette |
| Calvaire de Lestelle-Bétharram statue, chemin de croix                                                                          | Lestelle-Bétharram          |                                                        | 43° 07′ 23″ nord, 0° 12′ 33″ ouest              | « PA64000042 »                                  | Inscrit                                         | 2002                                            | Calvaire de Lestelle-Bétharramstatue, chemin de croix                                                                          |
| Chapelle du bienheureux Saint-Michel-Garicoïtz décor intérieur                                                                  | Lestelle-Bétharram          |                                                        | 43° 07′ 25″ nord, 0° 12′ 27″ ouest              | « PA00084437 »                                  | Inscrit                                         | 1986                                            | Chapelle du bienheureux Saint-Michel-Garicoïtzdécor intérieur                                                                  |
| Chapelle Notre-Dame de Lestelle-Bétharram décor intérieur                                                                       | Lestelle-Bétharram          |                                                        | 43° 07′ 26″ nord, 0° 12′ 27″ ouest              | « PA00084436 »                                  | Classé                                          | 1989                                            | Chapelle Notre-Dame de Lestelle-Bétharramdécor intérieur                                                                       |
| Pont de Bétharram | Lestelle-Bétharram          |                                                        | 43° 07′ 23″ nord, 0° 12′ 24″ ouest              | « PA00084438 »                                  | Inscrit                                         | 1925                                            | Pont de Bétharram |
| Église Saint-Julien | Lons                        |                                                        | 43° 19′ 23″ nord, 0° 22′ 48″ ouest              | « PA64000111 »                                  | Inscrit                                         | 2016                                            | Église Saint-Julien |
| Église Notre-Dame de l'Assomption de Louhossoa                                                                                  | Louhossoa                   | La Place                                               | 43° 19′ 00″ nord, 1° 21′ 02″ ouest              | « PA64000095 »                                  | Inscrit Classé                                  | 2014 2015                                       | Église Notre-Dame de l'Assomption de Louhossoa                                                                                 |
| Abbaye de Lucq-de-Béarn abbatiale, façades, toitures, sol de la cour, bâtiment en ruine                                         | Lucq-de-Béarn               |                                                        | 43° 17′ 12″ nord, 0° 39′ 32″ ouest              | « PA00084439 »                                  | Inscrit Classé                                  | 1984 1986 1990                                  | Abbaye de Lucq-de-Béarnabbatiale, façades, toitures, sol de la cour, bâtiment en ruine                                         |
| Château des seigneurs de Luxe                                                                                                   | Luxe-Sumberraute            |                                                        | 43° 20′ 23″ nord, 1° 04′ 57″ ouest              | « PA64000006 »                                  | Inscrit                                         | 1996                                            | Château des seigneurs de Luxe                                                                                                  |
| Château de Sumberraute salle à manger, cheminée                                                                                 | Luxe-Sumberraute            |                                                        | 43° 21′ 46″ nord, 1° 04′ 24″ ouest              | « PA00125261 »                                  | Inscrit                                         | 1993                                            | Image manquante Téléverser |